# Татбир
Татбир (арап. تطبير), познат још и као Talwar zani и Qama Zani у јужној Азији, представља чин којим неки шиитски муслимани оплакују млађег Мухамедовог унука, Имама Хусеина, који је убијен заједно са својом децом, присталицама и блиским рођацима током битке код Карбале од стране омајадског халифе Јазида I.
Овај чин је забрањен од стране већине шиитских верских поглавара, јер се сматра самоповређивањем и грехом у Исламу. Ајатолах Хомеини и Али Хамнеј су га изричито забранили, те стога Хезболах не дозвољава својим члановима да упражњавају ово насилно дело. Уместо тога, они се подстичу да донирају крв.

## Извршавање татбира
Татбир врше дванаестоимамски шиити сваке године 10. мухарема по исламском календару, познатијем као „Дан Ашуре“, и 40 дана касније, на празник Chehelom. Неки шиити такође обављају татбир у другим приликама, попут 21. рамазана (дан када је први имам, Али, био убијен у Куфи), 28. сафар (у знак сећања на Мухамедову смрт и убиство другог имама, Хасана ибн Алија) и у било које време између 10. мухарама и 8. реби'ул евела.
Татбир се обавља тако што се вршилац обреда удара по глави неком врстом талвар мача, проливајући тиме крв у знак сећања на проливање невине крви Имама Хусеина. Неки дванаестоимамски шиити такође шибају леђа и/или прса ланцима за које су привезана сечива.

## Мишљења Великих Ајатолаха о татбиру
Татбир је забрањен од стране већине шиитских верских поглавара, уз објашњење да тај чин доводи до губитка живота или сличних врста опасности по појединца који га обавља.

### Велики Ајатолах Али ал-Хусеини ал-Систани
Велики Ајатолах Али ал-Хусеини ал-Систани, највиши шиитски верски поглавар у Ираку и вођа Хаузе у Наџафу, прогласио је татбир неприхватљивим у својој пресуди речима:
„Филозофија жалости током „Ашуре“, је поштовање симбола вере и сећање на патњу Имама Хусеина, његове пратиоце, и његов устанак зарад одбране Ислама и спречавања уништења религије од стране Умајадске династије. Ови обреди се морају извршити на такав начин да поред служења тој сврси, они привлаче пажњу других на ове високе циљеве. Тако да, ти поступци који нису разумљиви и изазивају неспоразуме и презир према религији морају се избећи.“

### Велики Ајатолах Макарем Ширази
Велики Ајатолах Насер Макарем Ширази, учитељ шиитских верских поглавара у светом граду Кому рекао је недавно 31. 10. 2014.
„Поштовани ожалошћени и, посебно, омладина, не би требало да дозволе неким људима да политички искористе церемоније оплакивања и процесију жаљења. Они такође треба да избегавају предузимање мера којима би створили раскол међу муслиманима или би дали непријатељу изговор за напад на ислам или муслимане; нарочито се саветује да се уздрже од Татбира, чињења велике штете свом телу, или вређања верске светиње других, јер би те акције допринеле лошем положају шиитског света и широко би се искоришћавале као изговор за напад на ислам од стране непријатеља широм света.“

### Велики Ајатолах Али Хамнеј
Велики Ајатолах Али Хамнеј, Врховни вођа Ирана прогласио је татбир за харам (забрањено дело), речима:
„То је погрешан чин који неки људи извршавају - узимајући оштрицу у руку и ударајући се по глави зарад проливања крви. Зашто они ово раде? Како се овај чин сматра жалошћу? Наравно, ударање главе рукама је облик жалости. Видели сте изнова и изнова да се особа којој се нешто лоше десило, ударају по глави и грудима. Ово је нормалан знак жалости. Али, да ли сте икада видели некога, када се нешто лоше догоди њиховим најмилијима, да се ударају по глави мачем док из ње тече крв? Како се овај чин сматра жалошћу?“

## Историјски извори о Татбиру
Следи неколико различитих забележених интерпретација, где се наводи да је Ахл ал-Бејт пролио своју крв током жаљења имама Хусеина:
Приповеда се да је Госпа Зејнеб, када је угледала главу свог брата Имама Хусеина у процесији кроз град, она је ударила челом о преграду на кочији којом је путовала, што је узроковало крварење испод вела, што су пролазници који су сведочили овом догађају могли јасно да виде.
```
.فالتفتت زينب فرأت رأس أخيها فنطحت جبينها بمقدم المحمل، حتى رأينا الدم يخرج من تحت قناعها
```

Неки људи доводе у питање ову интерпретацију и кажу да је „Госпа Зејнеб тада била преосетљива и није знала шта ради“. Међутим, четврти имам, Имам Заин ал-Абидин, рекао је много пута Госпи Зејнеб: „Ви сте, хвала Богу, учењак без (потребе за помоћи) учитеља, и учите без (потребе за помоћи) водича“.
```
.يا عمَّة… أنت بحمد الله عالمة غير معلَّمة ، فهمة غير مفهَّمة
```

Постоји и предање које наводи да када су трагедије Имама Хусеина рецитоване током церемоније оплакивања, Имам Заин ал-Абидин је устао и ударио главом о зид и крв је потекла из његове главе, а његово лице и цела глава били су прекривени крвљу.ref>Dar ul-Salaam’e Mohadese Noori, vol. 2</ref>
Такође се помиње и предање које се тиче имама Заина ал-Абидина, где се наводи: ... Неколико година након битке код Карбале, повела се дискусија која је укључила причу о крвавој трагедији његовог оца и ношењу његове одсечене главе кроз град, те када је он (4. имам) чуо те успомене,
```
.قام على طوله و نطح جدار البيت بوجهه، فكسر انفه، و شج رأسه، و سال دمه على صدره، و خر مغشياً عليه من شدة الحزن والبكاء
```

„Он устаде усправно (као војник) и удари снажно главом о зид куће, и ефекат таквог ударца изазва лом његовог носа и главе, те крв потече низ његову главу и лице, и излије се по грудима, а од јачине плача и кукњаве и туге његове, он паде у несвест.“

## Историјски извори о другим облицима оплакивања
Постоје такође наводи да је Имам Џафер ал-Садик прописао Шабих или представу о Алију Млађем (Али Млађи ибн Хусеин, син Имама Хусеина ибн Алија), како би људима приказао битку код Карбале, али није била приказана само ситуација око Алија Млађег, већ и за све жртве битке.
Другом приликом, један песник је дошао до имама и пита за дозволу да рецитује песму о Имаму Хусеину ибн Алију. Имам је рекао песнику да сачека да се донесе покров, тако да би жене могле да дођу и слушају тужбалицу. Када је покров донет, имам је позвао жене да дођу и затражио од песника да почне да рецитује, што је овај и учинио. Имам га заустави и затражи од њега да рецитује тужбалицу на дијалекту којим се говори у његовом родном граду.
Све ово указује на то да је Ахл ал-Бејт активно подстицао и подучавао своје следбенике да одрже сећање на муку и учење Имама Хусеина ибн Алија, речима, поезијом, представама -  - да поново оживљавају сцене дана Ашуре у Карбали, и да покажу своју посвећеност Имаму Хусеину ибн Алију уз Татбир, на начин на који је то учинила Зејнеб бинт Али Ал-Кубра.